# Богдо-Ула (гора)
Пик Богдо-Ула (кит. упр. 博格达峰, пиньинь Bógédá fẽng; монг. Богд уул (оргил)) — самая высокая вершина хребта Богдо-Ула в Восточном Тянь-Шане, Китай. Высота — 5 445 м. Склоны пика крутые, до 70-80°.
Пик находится в западной части хребта, недалеко от города Урумчи. На северо-западном склоне горы расположено высокогорное озеро Тяньчи.